# Municipio de Berwick (Misuri)
El municipio de Berwick (en inglés: Berwick Township) es un municipio ubicado en el condado de Newton en el estado estadounidense de Misuri. En el año 2010 tenía una población de 378 habitantes y una densidad poblacional de 7,61 personas por km².

## Geografía
El municipio de Berwick se encuentra ubicado en las coordenadas 36°54′41″N 94°6′33″O / 36.91139, -94.10917. Según la Oficina del Censo de los Estados Unidos, el municipio tiene una superficie total de 49.64 km², de la cual 49,3 km² corresponden a tierra firme y (0,7 %) 0,35 km² es agua.

## Demografía
Según el censo de 2010, había 378 personas residiendo en el municipio de Berwick. La densidad de población era de 7,61 hab./km². De los 378 habitantes, el municipio de Berwick estaba compuesto por el 94,71 % blancos, el 1,32 % eran amerindios, el 0,26 % eran asiáticos, el 0,26 % eran de otras razas y el 3,44 % eran de una mezcla de razas. Del total de la población el 1,59 % eran hispanos o latinos de cualquier raza.